# Championnat de Belgique de football 1953-1954
Navigation
Saison précédente Saison suivante
Le championnat de Belgique de football 1953-1954 est la 51e saison du championnat de première division belge. Son nom officiel est « Division 1 ».
Le R. SC Anderlechtois remporte son cinquième titre de champion au terme d'une compétition très serrée. Les cinq premiers classés se tiennent en trois points.
En bas de tableau, le Lyra néo-promu fait l'aller/retour. Cette douzième saison parmi l'élite nationale est également la dernière du matricule 58. L'autre descendant est le Daring CB qui échoue dans une lutte acharnée avec six autres clubs. Au décompte final, les sept équipes concernées par la deuxième place descendante sont groupées en l'espace de deux points.
Lors de cette saison, le Royal Antwerp Football Club est le premier club à totaliser 50 saisons de présence dans la plus haute division, dont 45 de suite. Ce jubilé est fêté modestement avec une septième place finale.

## Clubs participants
Seize clubs prennent part à ce championnat, soit le même nombre que lors de l'édition précédente. Ceux dont le matricule est mis en gras sont encore en activités en 2021-2022.
| #  | Nom                                       | Mat. | Ville           | Stades              | Entraîneur         | En D1 depuis (série) | Total en D1 | Saison précédente |
| -- | ----------------------------------------- | ---- | --------------- | ------------------- | ------------------ | -------------------- | ----------- | ----------------- |
| 1  | Royal Antwerp Football Club               | 1    | Anvers          | Bosuil              | Harry Game         | 1901-02 (45e)        | 50e         | 12e               |
| 2  | Royal Daring Club de Bruxelles            | 2    | Molenbeek       | O. Bossaert         | ?                  | 1950-51 (4e)         | 35e         | 13e               |
| 3  | Royal Football Club Liégeois              | 4    | Rocourt         | Vélodrome O. Flesch | Jean Loos          | 1945-46 (9e)         | 25e         | 1er               |
| 4  | Association Royale Athlétique La Gantoise | 7    | Gentbrugge      | J. Otten            | Jules Vandooren    | 1936-37 (15e)        | 26e         | 9e                |
| 5  | Union Saint-Gilloise S.R.                 | 10   | Forest          | J. Marien           | André Vandeweyer   | 1951-52 (3e)         | 43e         | 8e                |
| 6  | Royal Beerschot Athletic Club             | 13   | Anvers          | Kiel                | Eric N. Jones      | 1907-08 (39e)        | 45e         | 3e                |
| 7  | Royal Standard Club Liège                 | 16   | Sclessin        | M. Dufrasne         | André Riou         | 1921-22 (30e)        | 35e         | 5e                |
| 8  | Royal Tilleur Football Club               | 21   | Tilleur         | du Pont d'Ougrée    | ?                  | 1948-49 (6e)         | 13e         | 10e               |
| 9  | Royal Charleroi Sporting Club             | 22   | Charleroi       | du Mambourg         | Jean Cornili       | 1947-48 (7e)         | 7e          | 14e               |
| 10 | Racing Club Mechelen K. M.                | 24   | Malines         | O. Van Kesbeeck     | Jan Dogaer         | 1948-49 (6e)         | 25e         | 4e                |
| 11 | Koninklijke Football Club Malinois        | 25   | Malines         | A. de Kazerne       | ?                  | 1928-29 (23e)        | 26e         | 6e                |
| 12 | Royal Berchem Sport                       | 28   | Berchem         | Het Rooi            | Denis Neville      | 1943-44 (10e)        | 23e         | 11e               |
| 13 | Royal Sporting Club Anderlechtois         | 35   | Anderlecht      | É. Versé            | Bill Gormlie       | 1935-36 (16e)        | 23e         | 2e                |
| 14 | Royal Olympic Club Charleroi              | 246  | Montignies s/S. | La Neuville         | Albert Louis       | 1937-38 (14e)        | 14e         | 7e                |
| 11 | Koninklijke Lierse Sportkring             | 30   | Lierre          | H. Vanderpoorten    | Aleksandar Tárkány | 1953-54 (1re)        | 19e         | Div. 2 : 2e       |
| 12 | Koninklijke Lyra                          | 52   | Lierre          | Lyrastadion         | Arthur Ceuleers    | 1953-54 (1re)        | 12e         | Div. 2 : 1er      |

### Localisation des clubs
| Anvers K. Lyra Lierse SK FC Malinois RC Mechelen La Gantoise Bruxelles Olympic CC Charleroi SC La Gantoise Liège |

#### Localisation des clubs anversois
Les 3 cercles anversois sont :
(1) R. Antwerp FC
(2) R. Beerschot AC
 (3) R. Berchem Sport

#### Localisation des clubs bruxellois
Les 3 cercles bruxellois sont :
(5) R. Daring CB
(6) R. SC Anderlecht
(7) Union Saint-Gilloise SR

#### Localisation des clubs liégeois
Les 3 cercles liégeois sont :
(1) R. FC Légeois
(6) R. Tilleur FC
(8) R. Standard CL

## Résultats

### Résultats des rencontres
Avec seize clubs engagés, 240 matches sont au programme de la saison.
| Résultats (▼dom., ►ext.)                                   | AND | ANT | BEE | BSP | CHA | DAR | GAN | FCL | LIE | LYR | FCM | OLY | RCM | STA | USG | TIL |
| R. SC Anderlechtois                                        |     | 1-3 | 3-0 | 2-1 | 2-2 | 7-1 | 2-2 | 2-1 | 1-2 | 2-0 | 4-1 | 5-3 | 4-4 | 2-1 | 4-4 | 3-1 |
| R. Antwerp FC                                              | 1-0 |     | 1-2 | 1-2 | 1-0 | 3-1 | 2-1 | 1-4 | 3-0 | 1-3 | 5-1 | 0-1 | 2-2 | 0-2 | 2-2 | 3-0 |
| R. Beerschot AC                                            | 3-2 | 1-1 |     | 1-0 | 4-0 | 3-0 | 1-1 | 2-2 | 1-0 | 2-1 | 3-1 | 5-1 | 1-1 | 1-2 | 4-1 | 3-2 |
| R. Berchem Sport                                           | 0-5 | 0-1 | 2-1 |     | 1-1 | 5-2 | 1-1 | 2-0 | 0-0 | 1-0 | 3-3 | 1-3 | 2-1 | 2-0 | 2-1 | 1-0 |
| R. Charleroi SC                                            | 0-3 | 3-0 | 1-0 | 3-0 |     | 0-1 | 1-1 | 1-1 | 1-0 | 1-1 | 1-1 | 1-1 | 3-2 | 0-3 | 2-1 | 0-1 |
| R. Daring CB                                               | 0-4 | 2-3 | 2-3 | 2-1 | 0-3 |     | 0-3 | 3-0 | 6-1 | 3-1 | 2-5 | 4-0 | 3-2 | 1-1 | 2-0 | 0-3 |
| ARA La Gantoise                                            | 2-4 | 4-4 | 0-0 | 4-2 | 1-2 | 2-0 |     | 2-0 | 3-1 | 1-1 | 4-1 | 4-4 | 4-2 | 4-0 | 1-1 | 2-1 |
| R. FC Liégeois                                             | 4-0 | 7-2 | 1-0 | 4-0 | 1-3 | 3-2 | 4-1 |     | 2-0 | 4-1 | 1-1 | 5-2 | 0-1 | 4-2 | 3-1 | 2-3 |
| K. Lierse SK                                               | 2-3 | 0-0 | 3-2 | 5-0 | 5-3 | 2-0 | 3-5 | 3-1 |     | 0-0 | 2-0 | 1-0 | 1-1 | 5-1 | 2-1 | 1-2 |
| K. Lyra                                                    | 0-0 | 1-2 | 0-0 | 3-5 | 3-0 | 1-2 | 0-1 | 1-4 | 0-2 |     | 1-1 | 1-6 | 0-2 | 3-3 | 2-2 | 1-1 |
| K. FC Malinois                                             | 2-1 | 2-0 | 1-1 | 0-0 | 2-1 | 0-0 | 0-0 | 2-1 | 0-2 | 2-2 |     | 5-1 | 2-2 | 3-0 | 2-0 | 2-0 |
| R. Olympic CC                                              | 2-2 | 1-1 | 3-1 | 1-1 | 4-1 | 1-3 | 1-0 | 5-1 | 2-0 | 1-0 | 0-0 |     | 3-0 | 1-1 | 2-1 | 1-2 |
| RC Mechelen KM                                             | 3-3 | 3-1 | 1-4 | 3-0 | 3-3 | 2-1 | 1-0 | 3-4 | 1-1 | 2-1 | 0-1 | 1-0 |     | 3-0 | 2-4 | 3-1 |
| R. Standard CL                                             | 3-2 | 2-2 | 2-2 | 3-1 | 2-3 | 0-0 | 3-2 | 0-2 | 4-1 | 5-0 | 1-2 | 1-1 | 1-1 |     | 3-1 | 1-1 |
| Union St-Gilloise SR                                       | 2-2 | 2-0 | 2-2 | 2-1 | 2-1 | 1-1 | 3-6 | 4-1 | 1-0 | 2-2 | 1-1 | 3-2 | 2-3 | 1-0 |     | 3-1 |
| R. Tilleur FC                                              | 1-1 | 0-3 | 3-1 | 0-1 | 2-0 | 1-5 | 2-3 | 1-1 | 1-2 | 1-0 | 2-3 | 4-1 | 3-0 | 4-2 | 4-1 |     |
| - Victoire à domicile - Match nul - Victoire à l'extérieur |     |     |     |     |     |     |     |     |     |     |     |     |     |     |     |     |

### Classement final
| Rang | Équipe               | Pts | J  | G  | N  | P  | Bp | Bc | Diff |
| ---- | -------------------- | --- | -- | -- | -- | -- | -- | -- | ---- |
| 1    | R. SC ANDERLECHTOIS  | 37  | 30 | 14 | 9  | 7  | 76 | 51 | +25  |
| 2    | K. FC Malinois       | 36  | 30 | 12 | 12 | 6  | 47 | 41 | +6   |
| 3    | ARA La Gantoise      | 36  | 30 | 13 | 10 | 7  | 65 | 47 | +18  |
| 4    | R. Beerschot AC      | 35  | 30 | 13 | 9  | 8  | 54 | 40 | +14  |
| 5    | R. FC Liégeois T     | 34  | 30 | 15 | 4  | 11 | 68 | 51 | +17  |
| 6    | RC Mechelen KM       | 31  | 30 | 11 | 9  | 10 | 55 | 55 | 0    |
| 7    | R. Antwerp FC        | 31  | 30 | 12 | 7  | 11 | 49 | 50 | -1   |
| 8    | K. Lierse SK         | 31  | 30 | 13 | 5  | 12 | 47 | 45 | +2   |
| 9    | R. Olympic CC        | 30  | 30 | 11 | 8  | 11 | 54 | 55 | -1   |
| 10   | R. Charleroi SC      | 28  | 30 | 10 | 8  | 12 | 41 | 49 | -8   |
| 11   | R. Berchem Sport     | 28  | 30 | 11 | 6  | 13 | 38 | 53 | -15  |
| 12   | R. Tilleur FC        | 28  | 30 | 12 | 4  | 14 | 48 | 50 | -2   |
| 13   | R. Standard CL C     | 27  | 30 | 9  | 9  | 12 | 49 | 55 | -6   |
| 14   | Union St-Gilloise SR | 27  | 30 | 9  | 9  | 12 | 52 | 60 | -8   |
| 15   | R. Daring CB         | 26  | 30 | 11 | 4  | 15 | 49 | 61 | -12  |
| 16   | K. Lyra              | 15  | 30 | 2  | 11 | 17 | 30 | 59 | -29  |

Légende
- Champion de Belgique 1954
- Club relégué pour la saison suivante

Abréviations
T : Tenant du titre 1953

C: Club vainqueur de la Coupe de Belgique cette saison-là.

 : club promu de Division 2 depuis la saison précédente

### Meilleur buteur
Hippolyte Van den Bosch (R. SC Anderlectois), avec 28 buts. Il est le 35e joueur belge différent à être sacré meilleur buteur de la plus haute division belge.

#### Classement des buteurs
Le tableau ci-dessous reprend les 20 meilleurs buteurs du championnat, soit les joueurs ayant inscrit onze buts ou plus durant la saison.
| #   | Pays | Joueur                  | Club                    | Buts | Matches joués |
| --- | ---- | ----------------------- | ----------------------- | ---- | ------------- |
| 1.  |      | Hippolyte Van den Bosch | R. SC Anderlechtois     | 28   | 30            |
| 2.  |      | Maurice Willems         | ARA La Gantoise         | 27   | 30            |
| 3.  |      | Jef Mermans             | R. SC Anderlechtois     | 21   | 30            |
| 4.  |      | Paul Deschamps          | R. FC Liégeois          | 20   | 27            |
| =.  |      | Luc Van Hoyweghen       | R.Daring CB             | 20   | 28            |
| =.  |      | Léon Wouters            | R. Antwerp FC           | 20   | 30            |
| =.  |      | Rik Coppens             | R. Beerschot AC         | 20   | 30            |
| 8.  |      | Émile Binet             | R. Tilleur FC           | 17   | 26            |
| 9.  |      | Albert Corbeel          | K. FC Malinois          | 16   | 20            |
| 10. |      | Frans Laureys           | Union Saint-Gilloise SR | 15   | 22            |
| =.  |      | Gustaaf Sels            | K. Lierse SK            | 15   | 29            |
| 12. |      | Louis Verbruggen        | R. Antwerp FC           | 13   | 25            |
| =.  |      | Léopold Anoul           | R. FC Liégeois          | 13   | 30            |
| 14. |      | Pierre Lombard          | R. Olympic CC           | 12   | 17            |
| =.  |      | Alfonso Mion            | R. Charleroi SC         | 12   | 25            |
| =.  |      | Pieter Van den Bosch    | R. SC Anderlechtois     | 12   | 29            |
| 17. |      | Victor Van Winge        | RC Mechelen KM          | 11   | 17            |
| =.  |      | Jozef Mannaerts         | RC Mechelen KM          | 11   | 21            |
| =.  |      | Jules Longdot           | R. FC Liégeois          | 11   | 27            |
| =.  |      | Norbert Van Huffel      | ARA La Gantoise         | 11   | 28            |

## Récapitulatif de la saison
- Champion : R. SC Anderlechtois (5e titre)
- Cinquième équipe à remporter cinq titres de champion de Belgique
- Vingt-Septième titre pour la province de Brabant.

| Région flamande (8)             | Région flamande (8) | Province de Brabant (3)      | Province de Brabant (3) | Région wallonne (5)    | Région wallonne (5) |
| ------------------------------- | ------------------- | ---------------------------- | ----------------------- | ---------------------- | ------------------- |
| Province d'Anvers               | 7                   | Région de Bruxelles-Capitale | 3                       | Province de Hainaut    | 2                   |
| Province de Flandre-Occidentale | 0                   | Province du Brabant flamand  | 0                       | Province de Liège      | 3                   |
| Province de Flandre-Orientale   | 1                   | Province du Brabant wallon   | 0                       | Province de Luxembourg | 0                   |
| Province de Limbourg            | 0                   |                              |                         | Province de Namur      | 0                   |

1. ↑  Au niveau footballistique, la province de Brabant est toujours unitaire malgré sa partition territoriale en 1995.

### Admission et relégation
Le Lyra, promu douze mois plus tôt, et le Daring Club de Bruxelles sont relégués en Division 2. Pour le Lyra, c'est un adieu définitif à l'élite nationale, le club ne parviendra plus à remonter en Division 1 avant sa disparition. Ils sont remplacés par le Waterschei THOR, qui accède pour la première fois au plus haut niveau, et le R. Racing CB, qui effectue un nouveau retour en première division.

### Coupe du monde 1954
À la fin de la saison se déroule la cinquième édition de la Coupe du monde, organisée en Suisse. L'Allemagne de l'Ouest crée la surprise en s'imposant devant la Hongrie, grande favorite.
Les Diables Rouges participent mais ils ne franchissent le premier tour. Toutefois, la Belgique remporte son premier point dans l'Histoire du tournoi en réussissant un match nul spectaculaire (4-4) contre l'Angleterre.

### Fondation de l'AFC
Le 8 mai 1954 est fondée l'Asian Football Confederation, en abrégé AFC, par 12 fédérations. Dorénavant, cet organisme subalterne à la FIFA régit le football sur le continent asiatique.

### Fondation de l'UEFA
Le 15 juin 1954 est fondée l'Union Européenne de Football Association, en abrégé UEFA, par 25 fédérations. Cette création fait suite à des pourpalers entrepris entre les fédérations belge (URBSFA), française (FFF) et italienne (FIGC). Dorénavant, cet organisme subalterne à la FIFA régit le football sur le continent européen.
Le Danois Ebbe Schwartz est choisi comme premier président de l'UEFA, alors que le poste de Secrétaire général revient au Français Henri Delaunay.

### Bilan de la saison
| Championnat de Belgique de football 1953-1954 |                                |
| Champion                                      | R. SC Anderlechtois (5e titre) |
| Dauphin                                       | R. FC Malinois                 |
| Coupes et trophées                            |                                |
| Vainqueur de la Coupe de Belgique 1953-1954   | R. Standard CL                 |
| Promotions et relégations                     |                                |
| Promus en Division 1                          | Waterschei THOR                |
| Promus en Division 1                          | R. Racing CB                   |
| Relégués en Division 2                        | R. Daring CB                   |
| Relégués en Division 2                        | K. Lyra                        |